# Povestea lui Lisey
Povestea lui Lisey (în engleză Lisey's Story) este un roman publicat de scriitorul Stephen King la 24 octombrie 2006. Este creat în genul fantastic, cu elemente de groază psihologică și romantice. A primit Premiul Bram Stoker pentru cel mai bun roman și a fost nominalizat la Premiul World Fantasy în 2007.

## Sinopsis
Povestea lui Lisey este povestea lui Lisey Landon, văduva unui romancier celebru de mare succes, Scott Landon. Cartea spune două povești - povestea lui Lisey în prezent și povestea vieții soțului ei mort, așa cum și-a amintit-o Lisey pe parcursul romanului. După o căsnicie de douăzeci și cinci de ani, Lisey și-a pierdut soțul. Ea a descoperit un loc unde Scott mergea, o lume care îl îngrozea, dar îl și vindeca, care îi dădea energie, dar, totodată, îi oferea idei de care avea nevoie pentru cărțile lui.

## Ecranizare
Un miniserial TV omonim produs de Apple TV+, format din opt episoade, a avut premiera la 4 iunie 2021.